# Касимовка (Липецкая область)
Каси́мовка — деревня Елецкого сельсовета Елецкого района Липецкой области.

## История
С 13 июня 1924 года по 26 сентября 1937 года входила в Воронежскую область. В 1937—1954 годах в Орловскую. 

## Население
| 2010 |
| ---- |
| 28   |